# Dalitz-Diagramm

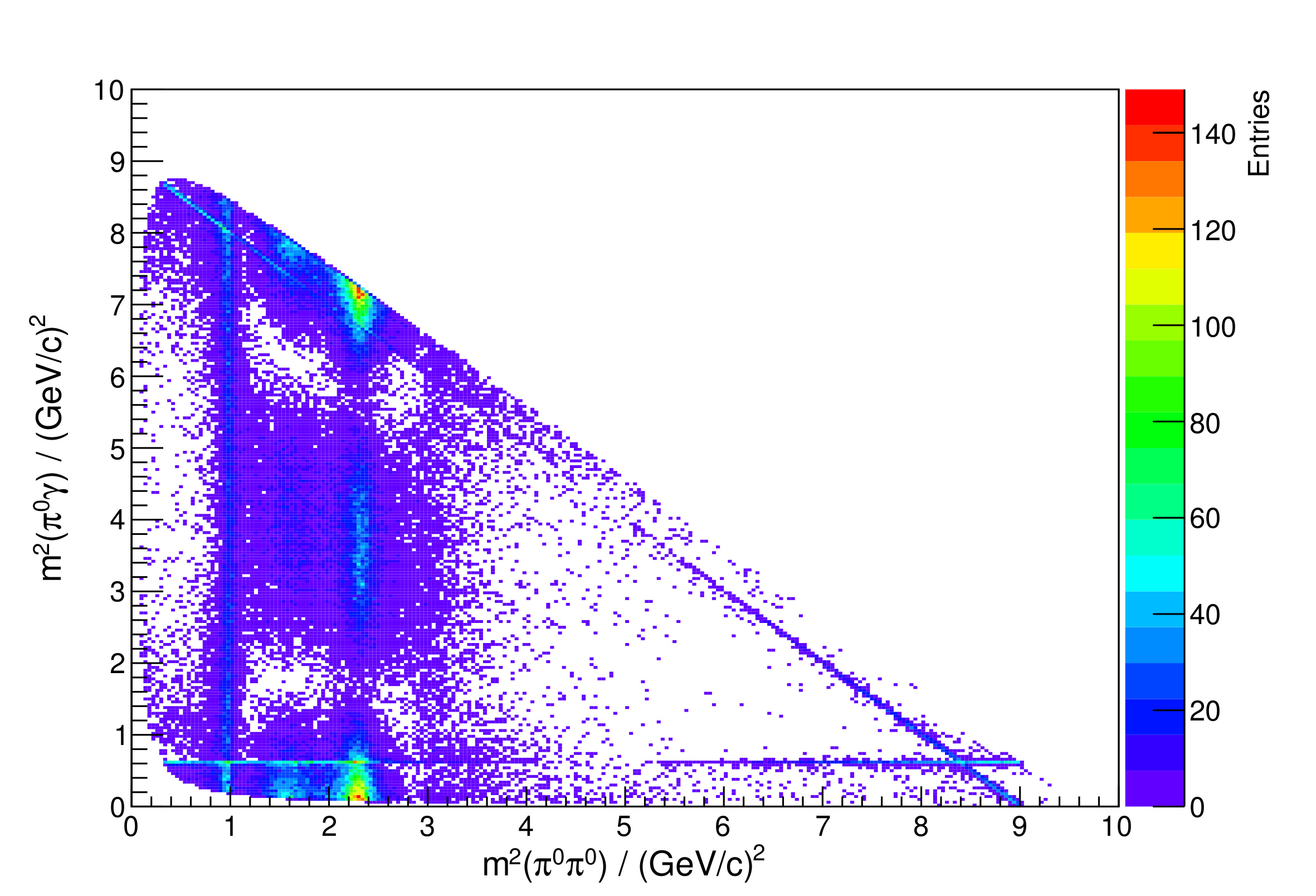
Ein Dalitz-Plot aus Monte-Carlo-generierten -Zerfällen, unter Verwendung eines ComPWA-Modells. Optimierte Parameter für verschiedene Resonanzen wurden mit Geneva bestimmt.

Das Dalitz-Diagramm (nach Richard Dalitz, der diese Methode 1953 einführte, um den Zerfall von K-Mesonen zu studieren) ist ein Streudiagramm, das oft in der Teilchenphysik angewendet wird. Dabei werden die nacheinander aufgetretenen Werte kinematischer Variablen eines Streu- oder Zerfallsexperiments als Punkte in ein x-y-Diagramm eingetragen. Die Punktdichte zeigt dann, wie häufig bestimmte kinematische Konfigurationen der Endprodukte auftreten.

## Für Dreikörperzerfälle
Die Kinematik eines Dreikörperzerfalls kann mit nur zwei Variablen vollständig beschrieben werden. In herkömmlichen Dalitz-Diagrammen zeigen die Achsen die Quadrate der invarianten Massen {\displaystyle m_{ij}} von zwei Paaren der Zerfallsprodukte an.
Zerfällt z. B. Teilchen A in drei Teilchen 1, 2 und 3, so können in einem Dalitz-Diagramm für diesen Zerfall
- auf der x-Achse {\displaystyle m_{12}^{2}=(p_{1}+p_{2})^{2}}
- auf der y-Achse {\displaystyle m_{23}^{2}=(p_{2}+p_{3})^{2}}

aufgetragen werden; dabei
- sind {\displaystyle p_{i}} die Viererimpulse
- stehen die Quadrate jeweils für die Minkowski-Produkte mit sich selbst.

Ist ein Zerfall ein reiner Dreikörperzerfall, bei dem das Mutterteilchen direkt in drei Teilchen zerfällt, so ist die Verteilung im Dalitz-Diagramm gleichförmig, wenn es keine Korrelationen in den Winkelverteilungen der Zerfallsprodukte gibt.
Dreikörperzerfälle werden jedoch oft von Resonanzen dominiert, bei denen das Mutterteilchen zunächst in zwei Produktteilchen zerfällt, von denen eins sofort in zwei Endprodukte weiterzerfällt. In diesem Fall zeigt das Dalitz-Diagramm eine ungleichmäßige Verteilung mit erhöhter Punktdichte im Bereich der Masse des resonanten Zerfalls.
Auf diese Weise ist das Dalitz-Diagramm ein hervorragendes Werkzeug, um die Dynamik von Dreikörperzerfällen zu studieren.

## Für Vierkörperzerfälle

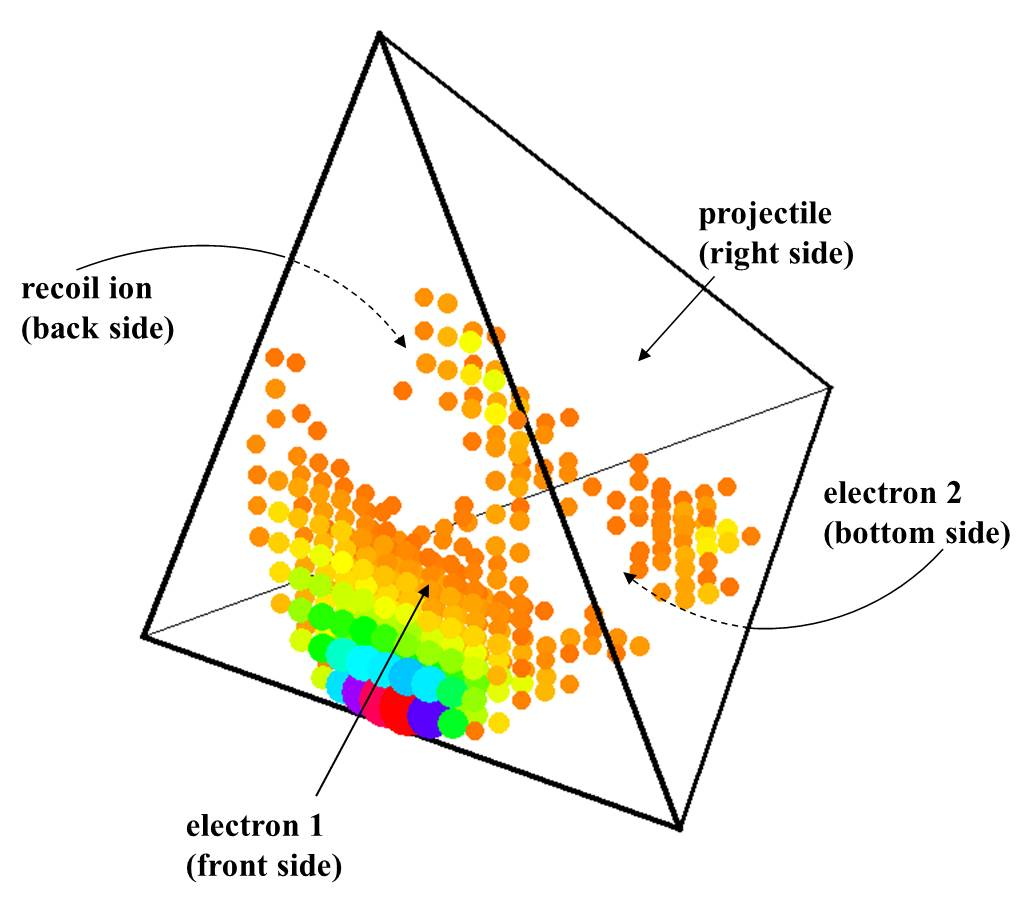
Dalitz-Diagramm für vier Teilchen

Das Dalitz-Diagramm kann auch auf Vierkörperzerfälle angewendet werden.
Eine spezifische Form von Vier-Teilchen-Dalitz-Diagrammen (für nicht-relativistische Kinematik), die ein tetraedrisches Koordinatensystem nutzen, wurde erstmals entwickelt, um atomare Vier-Teilchen-Fragmentierungsprozesse zu analysieren, z. B. Doppelionisation von Helium durch Ionenstoß. In diesem Fall werden die Dalitz-Koordinaten der beiden emittierten Elektronen, des Rückstoßions und des gestreuten Projektils aufgetragen.